# Evelyn Nesbit

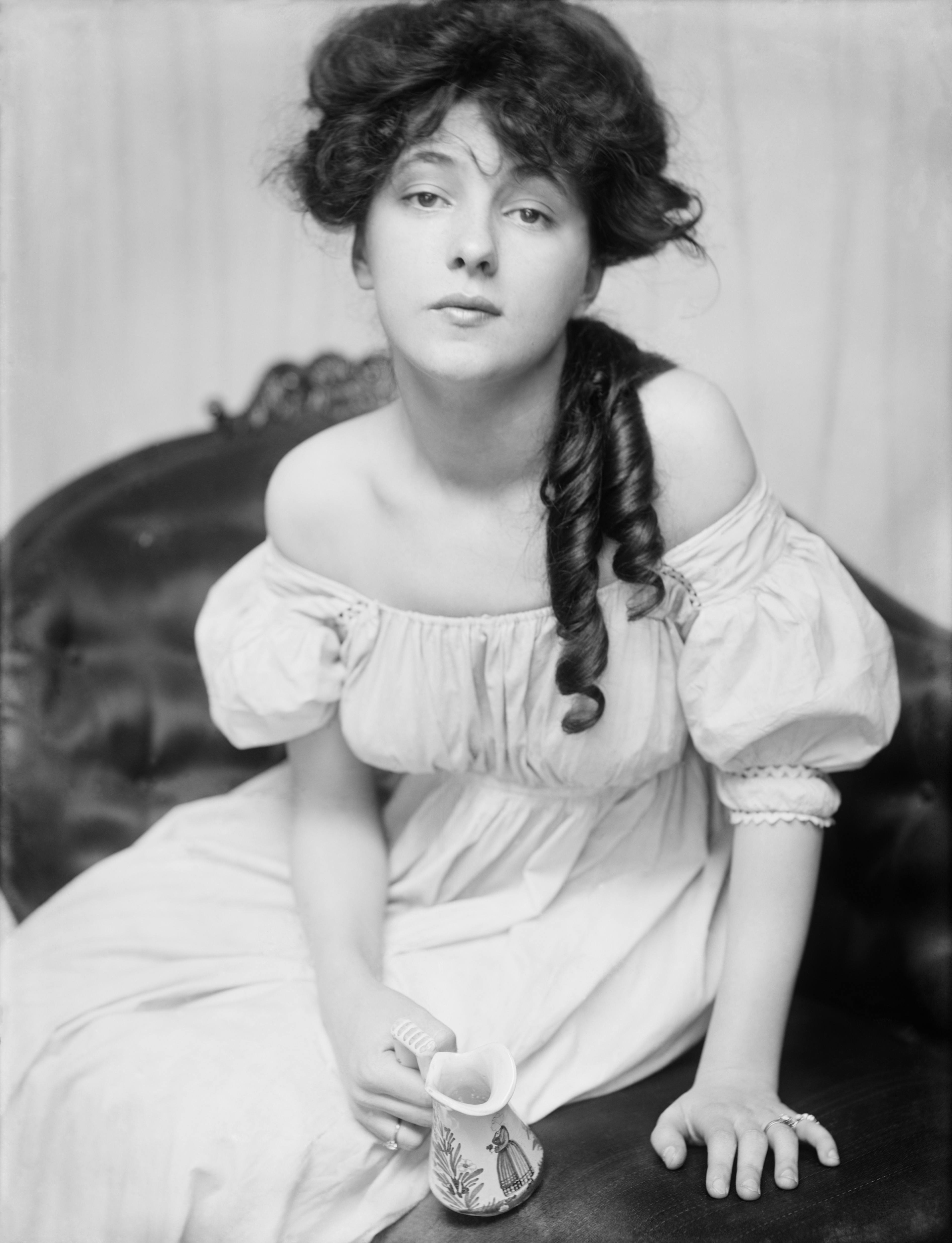
Evelyn Nesbit (ok. 1900)

Evelyn Nesbit (ur. 25 grudnia 1884 w Tarentum w Pensylwanii, zm. 17 stycznia 1967 w Santa Monica) — modelka i tancerka rewiowa, znana m.in. z powodu zabójstwa, którego dopuścił się jej pierwszy mąż Harry K. Thaw (ofiarą był architekt Stanford White).

## Życiorys
Była córką Florence i Winfielda Nesbitów. Gdy miała 11 lat, zmarł jej ojciec, z zawodu prawnik. Po śmierci ojca, który pozostawił po sobie długi, rodzina żyła na skraju ubóstwa. Po trzech latach przeprowadziła się z matką i bratem do Filadelfii, gdzie jej uroda zwróciła uwagę lokalnych artystów, co zapewniło jej posadę modelki. W 1900 przeniosła się z matką do skromnego pokoiku na 38. ulicy Nowego Jorku. Dzięki rekomendacji artystów z Filadelfii zaczęła współpracować z wieloma malarzami i fotografami nowojorskimi. Z czasem stała się jedną z najbardziej pożądanych modelek w Nowym Jorku. Rzeźbiarz George Grey Barnard wykorzystał jej wizerunek w słynnym studium Innocence, znajdującym się obecnie w Metropolitan Museum of Art. Charles Dana Gibson, jeden z najpopularniejszych wówczas artystów, uwiecznił profil Evelyn z włosami ułożonymi na kształt znaku zapytania na swoim słynnym rysunku tuszem pt. "The Eternal Question". Popularność fotografii sprawiła, że na pozowaniu do zdjęć Nesbit mogła zarobić wystarczająco dużo, by utrzymać rodzinę i siebie. Opublikowanie jej zdjęć w jednym z amerykańskich magazynów zainspirowało kanadyjską pisarkę Lucy Maud Montgomery, która wyglądem Evelyn obdarzyła swoją bohaterkę Anię Shirley na okładce pierwszego wydania książki Ania z Zielonego Wzgórza.
W maju 1901 roku dostała angaż w broadwayowskim musicalu Florodora. Występem w spektaklu zwróciła na siebie uwagę 47-letniego architekta Stanforda White’a, który słynął z uwodzenia, a następnie porzucania młodych dziewcząt. White zaczął wspierać finansowo Nesbit i jej rodzinę oraz zapraszać nastolatkę do swojego atelier, w którego wnętrzach miał poprzez zgwałcenie pozbawić modelkę dziewictwa, upoiwszy ją wcześniej alkoholem. Nesbit, mimo doznanej krzywdy, kontynuowała znajomość z White'em. Kilka miesięcy później, gdy zainteresowanie ze strony White'a zaczęło słabnąć, o jej względy poczęli zabiegać Harry Kendall Thaw (syn bogatego przemysłowca, rozrzutny, wykazujący skłonności do sadystycznych zachowań seksualnych i awantur oraz miewający napady agresji) oraz aktor John Barrymore, który jej się oświadczył, ale został odrzucony. Na przełomie 1902/1903 przebywała w szkole z internatem w New Jersey, co bywa interpretowane jako próba ukrycia domniemanej ciąży z Barrymore’em (urodzone w kwietniu 1903 dziecko miałoby zostać oddane do adopcji). W czerwcu 1903 Thaw zabrał Nesbit i jej matkę do Europy, a w Paryżu oświadczył się modelce, ta jednak nie zgodziła się za niego wyjść, tłumacząc to swoimi doświadczeniami z White'em. Nesbit i Thaw niedługo później udali się w podróż, podczas której modelka doświadczała przemocy ze strony towarzysza. Po powrocie do USA White odnowił kontakt z Nesbit, a wynajęty przez niego prawnik spisał jej relację dotyczącą brutalnych zachowań Thawa, co miało umożliwić podjęcie kroków prawnych przeciwko temuż; zawarto w niej również oświadczenie, że dokonany przez White’a gwałt w rzeczywistości nie miał miejsca i stanowi jedynie kłamstwo sfabrykowane przez Thawa. Jako że wkrótce zainteresowanie modelką ze strony White’a znów osłabło, a Thaw przeprosił ją za swoje wcześniejsze zachowanie — Nesbit zgodziła się ponownie pojechać z tym drugim do Europy, i ostatecznie poślubiła go 4 kwietnia 1905 roku.
Thaw był zazdrosny o pierwszego kochanka żony, White’a. 25 czerwca 1906 roku para udała się na przedstawienie musicalowe w jednym z teatrów rewiowych na Madison Square Garden, a w trakcie piosenki „I Could Love a Million Girls” Thaw strzelił trzy razy w twarz White’a, za co został aresztowany. Pierwszy proces Thawa utknął w martwym punkcie: podczas gdy oskarżyciel zamierzał doprowadzić do skazania go na śmierć jako winnego zabójstwa lub bezterminowej izolacji jako trwale niepoczytalnego, to biegli powołani przez obronę optowali za jedynie przejściową niepoczytalnością oskarżonego, zaś obrońca odwoływał się do emocji przysięgłych i przekonywał, że działanie jego klienta było moralnie i religijnie uzasadnione. Ostateczny wyrok zapadł w drugim procesie, 1 lutego 1908 roku – Thaw, jako niepoczytalny, został umieszczony w zakładzie dla psychicznie chorych sprawców. Po wyroku stosunki między małżonkami zaczęły się pogarszać, mimo że Nesbit korzystała z możliwości widzenia się z mężem; gdy w październiku 1910 roku w Berlinie urodziła syna, Russella, Thaw stwierdził, że to nie on jest jego ojcem. Od tej pory dzieckiem zajmowała się babka, a Nesbit pracowała dorywczo jako aktorka. W 1913 odmówiła zaangażowania się w sprawę ucieczki Thawa do Kanady, co argumentowała faktem, że mąż „krył się za nią przez dwa procesy, a ona nie pozwoli na to po raz kolejny”. W 1914 roku wydała swoją pierwszą biografię. Thaw po wyjściu na wolność w 1915 wniósł pozew o rozwód, a Nesbit w następnym roku poślubiła tancerza Jacka Clifforda, z którym rozwiodła się dwa lata później.
Nesbit grywała w filmach niemych, a w 1921 otworzyła lokal gastronomiczny w sąsiedztwie Broadwayu. W obliczu nawarstwiających się problemów usiłowała popełnić samobójstwo, a w 1922 zmuszona była zakończyć działalność lokalu. Przeniosła się do Chicago, gdzie występowała jako tancerka w klubie „Moulin Rouge Café”. Uzależniła się od alkoholu i morfiny. W 1926 roku, kiedy to zwolniono ją z pracy w klubie, kolejny raz targnęła się na swoje życie. W szpitalu odwiedził ją Thaw, który w międzyczasie został wypuszczony na wolność; doszło między nimi wówczas do pojednania, a Thaw udzielił jej pomocy finansowej.
Nesbit tańczyła jeszcze w burlesce, a później prowadziła warsztaty tworzenia ceramiki i rzeźby; wydała też biografię. W 1955 pełniła rolę konsultantki w filmie o sobie samej – The Girl in the Red Velvet Swing. Po śmierci Thawa w 1947 odziedziczyła jeden procent jego majątku. Zamieszkała w Northfield (New Jersey); stamtąd przeniosła się do jednego z kalifornijskich domów spokojnej starości, gdzie zmarła.
Historia Nesbit i zabójstwa White’a jest jednym z wątków książki E.L. Doctorowa Ragtime, na podstawie której powstały film i musical pod tym samym tytułem.

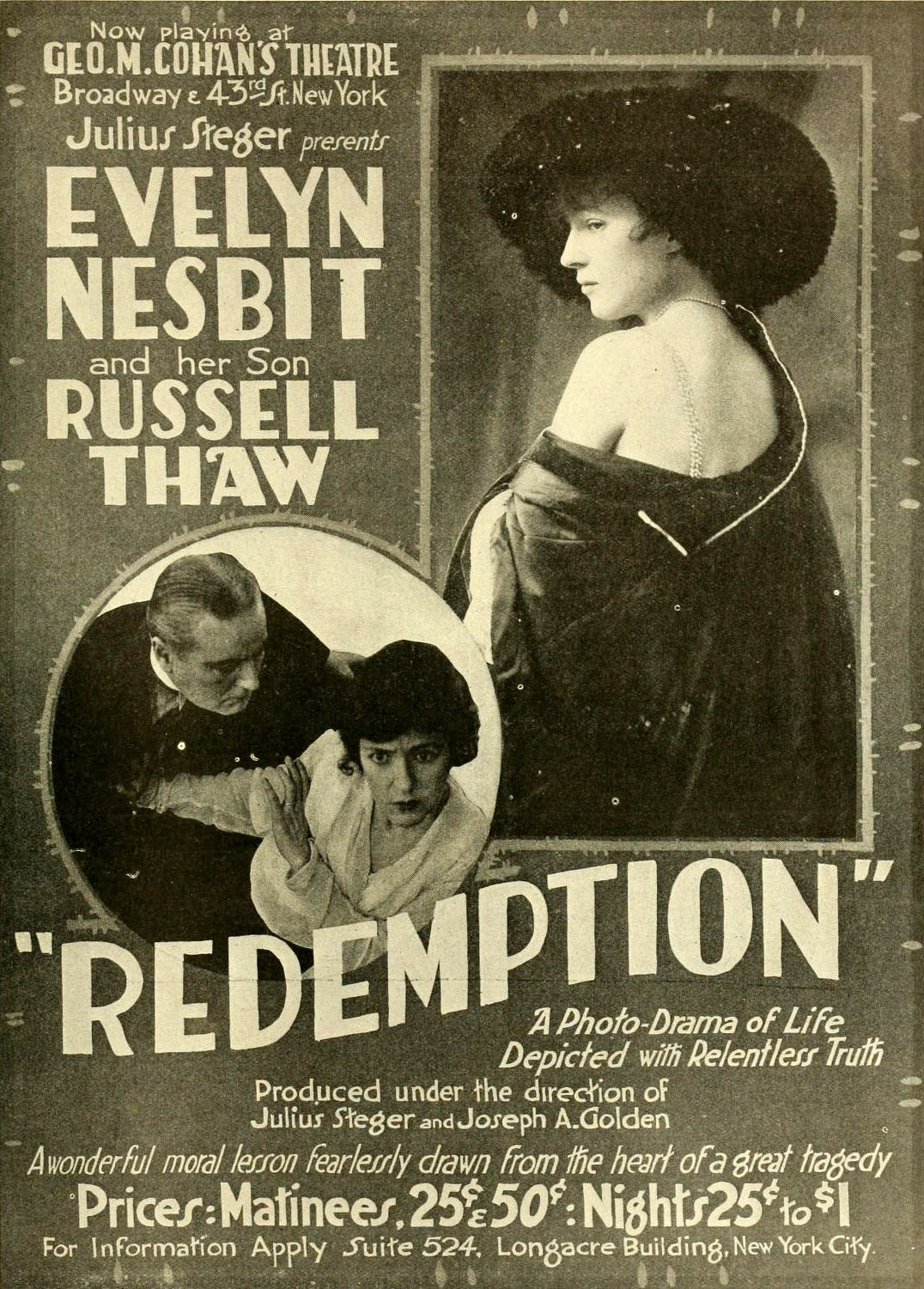
Redemption (1917)
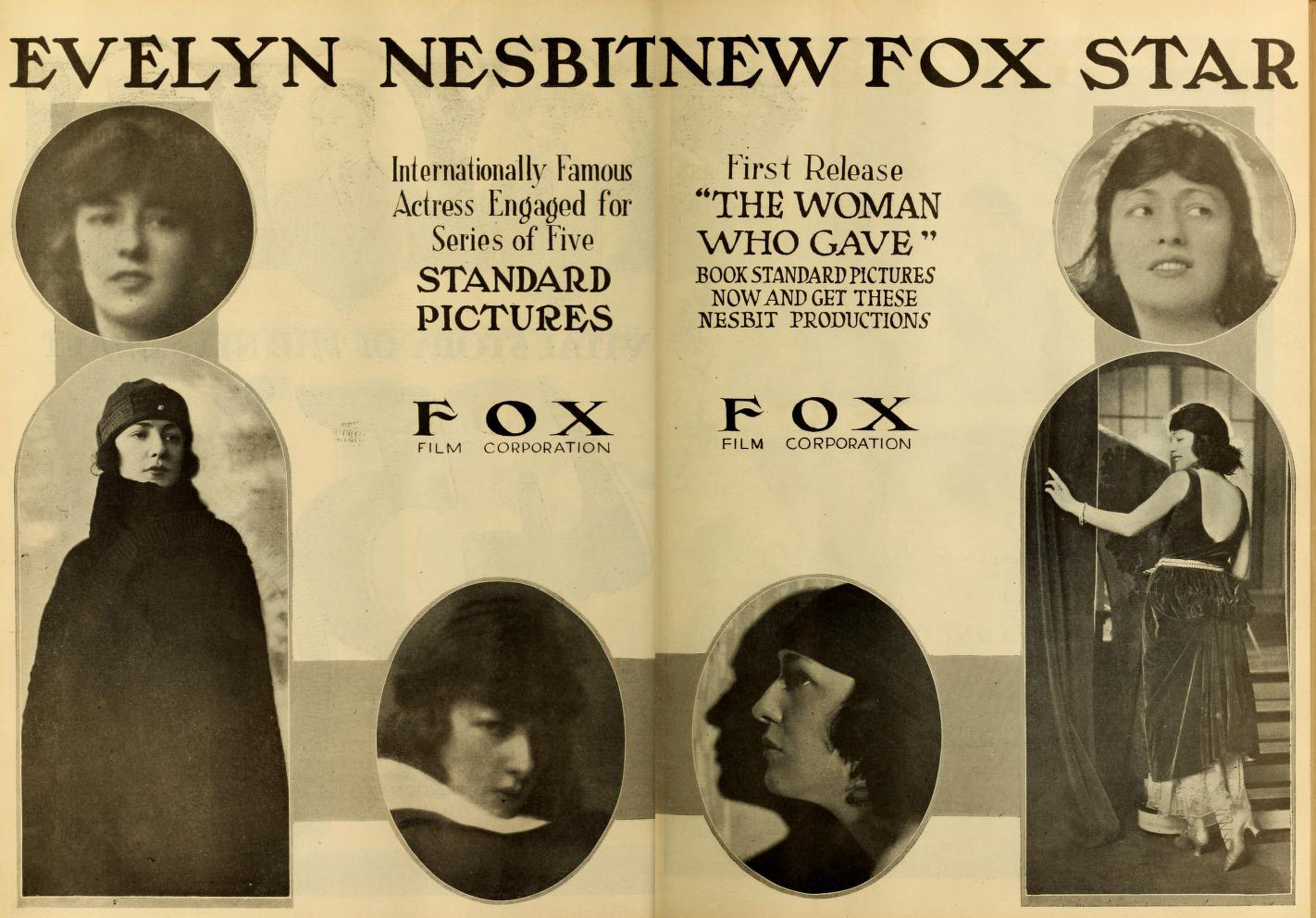
The Woman Who Gave (1918)
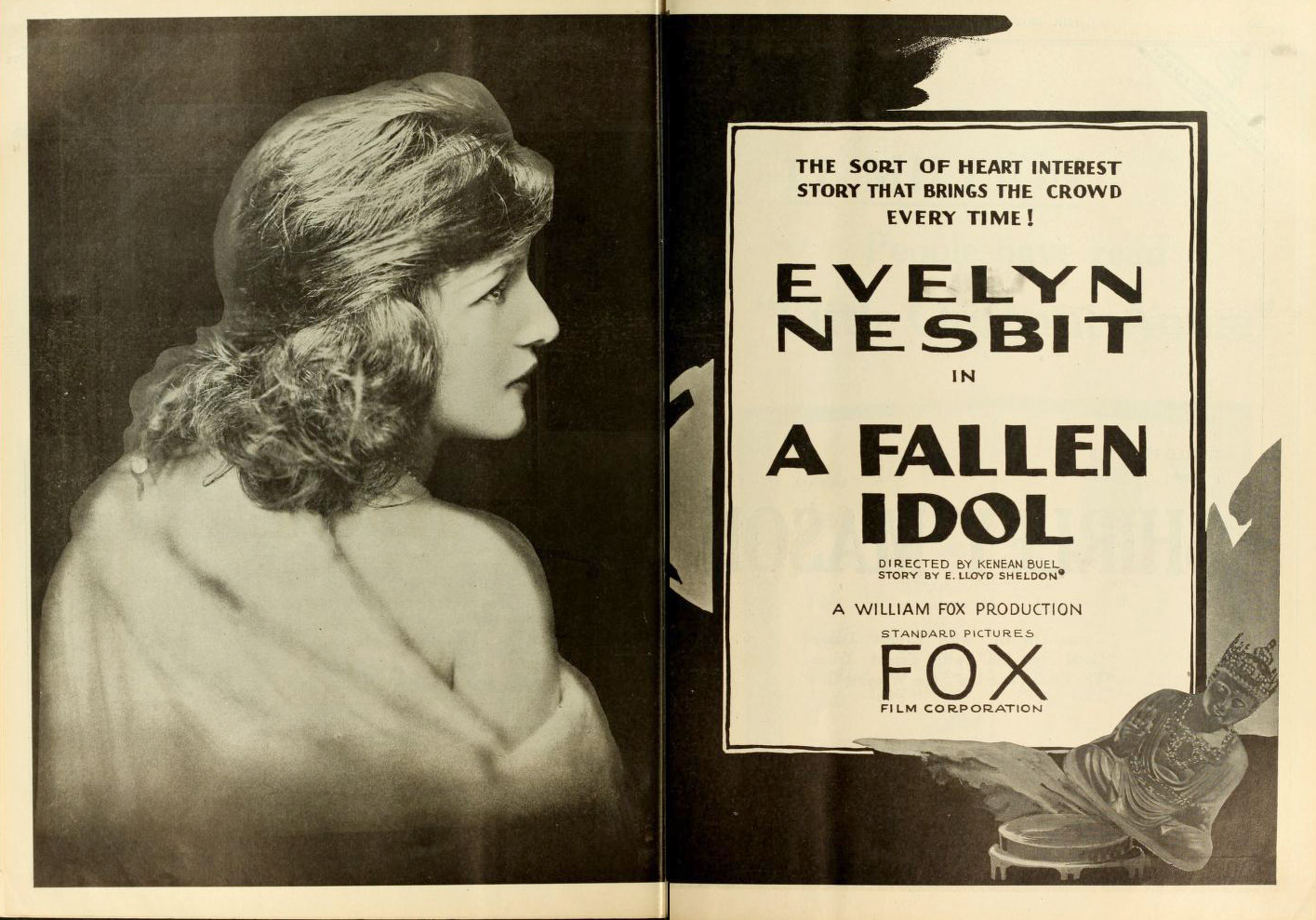
A Fallen Idol (1919)